# Vinidario
Vinidario (in latino Vinidarius; fl. V secolo) fu il compilatore di una breve raccolta di ricette culinarie, gli Apici excerpta a Vinidario, preservata in un singolo manoscritto in onciale e presentata come estratto dalle ricette di Marco Gavio Apicio contenute nel De re coquinaria.
In realtà sono pochi i punti in comune tra le due opere, ma le ricette sono simili e di solito vengono presentate come appendice a quelle di Apicio.
Dello stesso autore non si sa nulla. Probabilmente era un goto di nome Vinithaharjis.